# 江桥站
江桥站是位于黑龙江省齐齐哈尔市泰来县江桥蒙古族镇的一个铁路车站，邮政编码162407。车站建于1926年，有平齐铁路经过该站，现办理客货运业务，车站及其上下行区间均已电气化。车站距离四平站503公里，隶属哈尔滨铁路局齐齐哈尔车务段，是四等站。本站现有的站房于2016年启用。